# Gerhard Fischer (bobbista)
Gerhard Fischer, noto Bibo (fl. XX secolo) è stato un bobbista tedesco.

## Biografia
Viene ricordato come vincitore di una medaglia d'argento nella sua disciplina, ottenuta ai campionati mondiali del 1937 (edizione tenutasi a St. Moritz, Svizzera) insieme ai suoi connazionali Lohfeld, H. Fischer e Rolf Thielecke
L'anno successivo ottenne un bronzo ai mondiali del 1938, mentre nel bob a due vinse una medaglia d'oro nella stessa edizione e due medaglie d'argento nel 1931 e nel 1939.